# Sukhumi
Aqãa (in abcaso Аҟәа) o Sukhumi (in georgiano სოხუმი?) è de iure una città della Georgia occidentale nella Repubblica Autonoma Abcasa, capitale de facto dell'autoproclamata Repubblica di Abcasia.

## Nome
| Lingua    | Nome   | Traslitterazione |
| --------- | ------ | ---------------- |
| Abcaso    | Аҟəа   | Aqãa             |
| Georgiano | სოხუმი | Sukhumi          |
| Russo     | Сухум  | Suchum           |

## Geografia
Sukhumi è situata in un'ampia baia sulla costa est del Mar Nero ed è un importante porto, stazione ferroviaria e località di vacanze estive. È conosciuta per le sue spiagge, i sanatori, l'acqua minerale delle stazioni termali ed il clima semi-tropicale. Sukhumi è anche un importante collegamento aereo per l'Abcasia, visto che l'aeroporto Dranda è situato nelle vicinanze della città. La città ha molti hotel di piccole e medie dimensioni che servono principalmente turisti provenienti dalla Russia.

## Storia
Era l'antica Dioscurias nella Colchide, presso la quale secondo i Colchi, si conservava il ricordo del soggiorno dei Dioscuri, Castore e Polluce, durante la spedizione degli Argonauti. Qui soggiornò inoltre Mitridate VI nell'inverno del 66-65 a.C. nel corso della terza guerra mitridatica. Dal 1840 nella città si trovano anche degli storici giardini botanici. Fino al 1992 questa rimase una città multiculturale, dove erano parlate fino a 9 differenti lingue.
La città possiede diversi istituti di ricerca e vi ha sede l'Università statale dell'Abcasia. Fino all'indipendenza dalla Georgia a Sukhumi aveva sede un ramo dell'Università statale di Tbilisi. Ai tempi dell'Unione Sovietica ospitava un rinomato centro di allevamento delle scimmie, presso il quale lavorò, scontandovi l'esilio negli anni precedenti la morte, il biologo Il'ja Ivanovič Ivanov, ideatore in precedenza di controversi esperimenti di ibridazione interspecifica uomo-scimmia. Dal 1945 al 1954 il laboratorio di fisica della città fu inserito nel programma sovietico di sviluppo delle armi nucleari.
Nella città è inoltre presente il Museo di Stato dell'Abcasia.

## Sport

### Calcio
La squadra di calcio principale della città è l'Aieti Sukhumi che milita nell'Erovnuli Liga 2, la seconda serie di calcio della Georgia.

## Amministrazione

### Gemellaggi
Sukhumi è gemellata con le seguenti città:
- Tiraspol, Transnistria
- Tskhinvali, Ossezia del Sud

## Galleria d'immagini

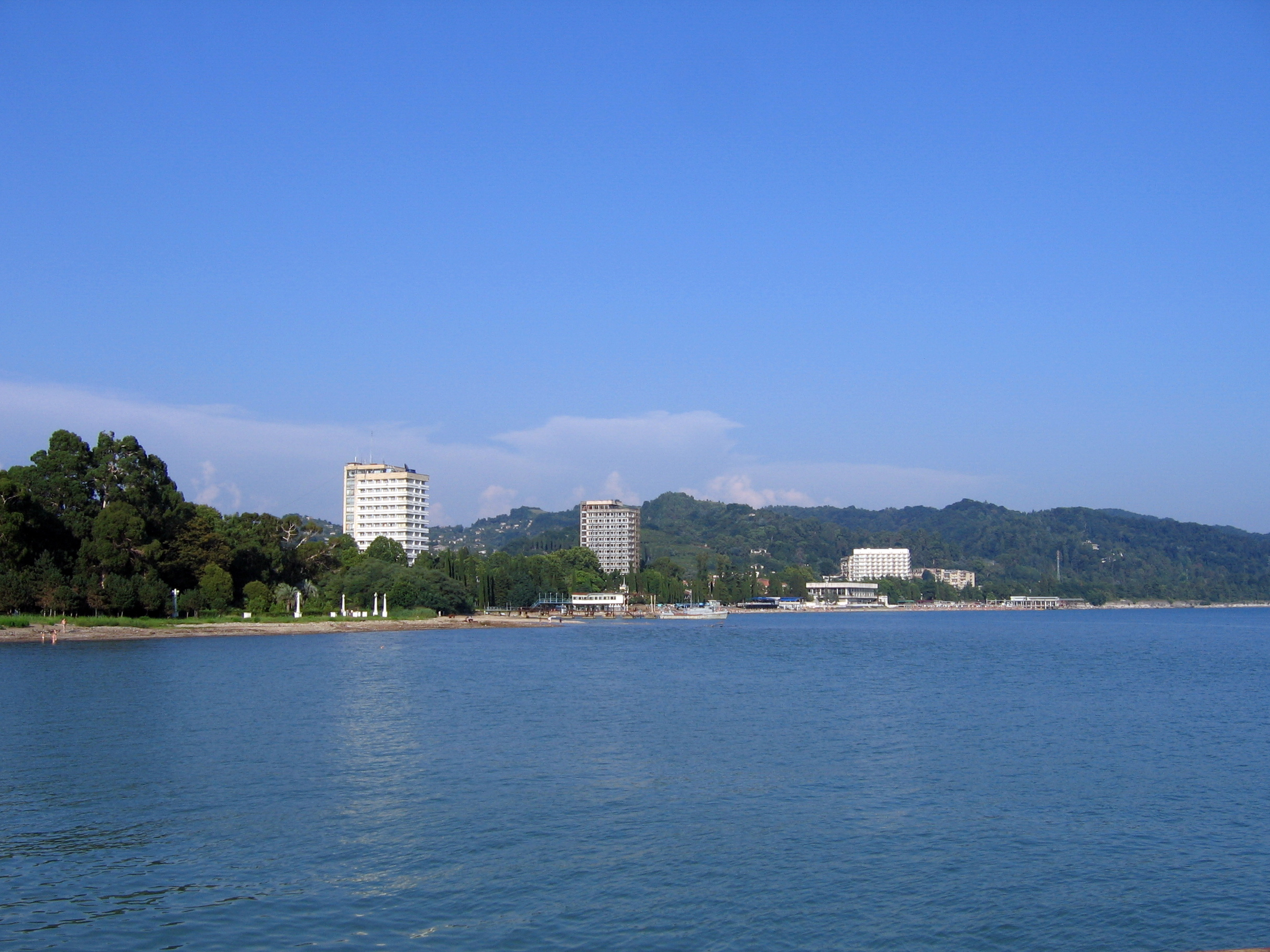
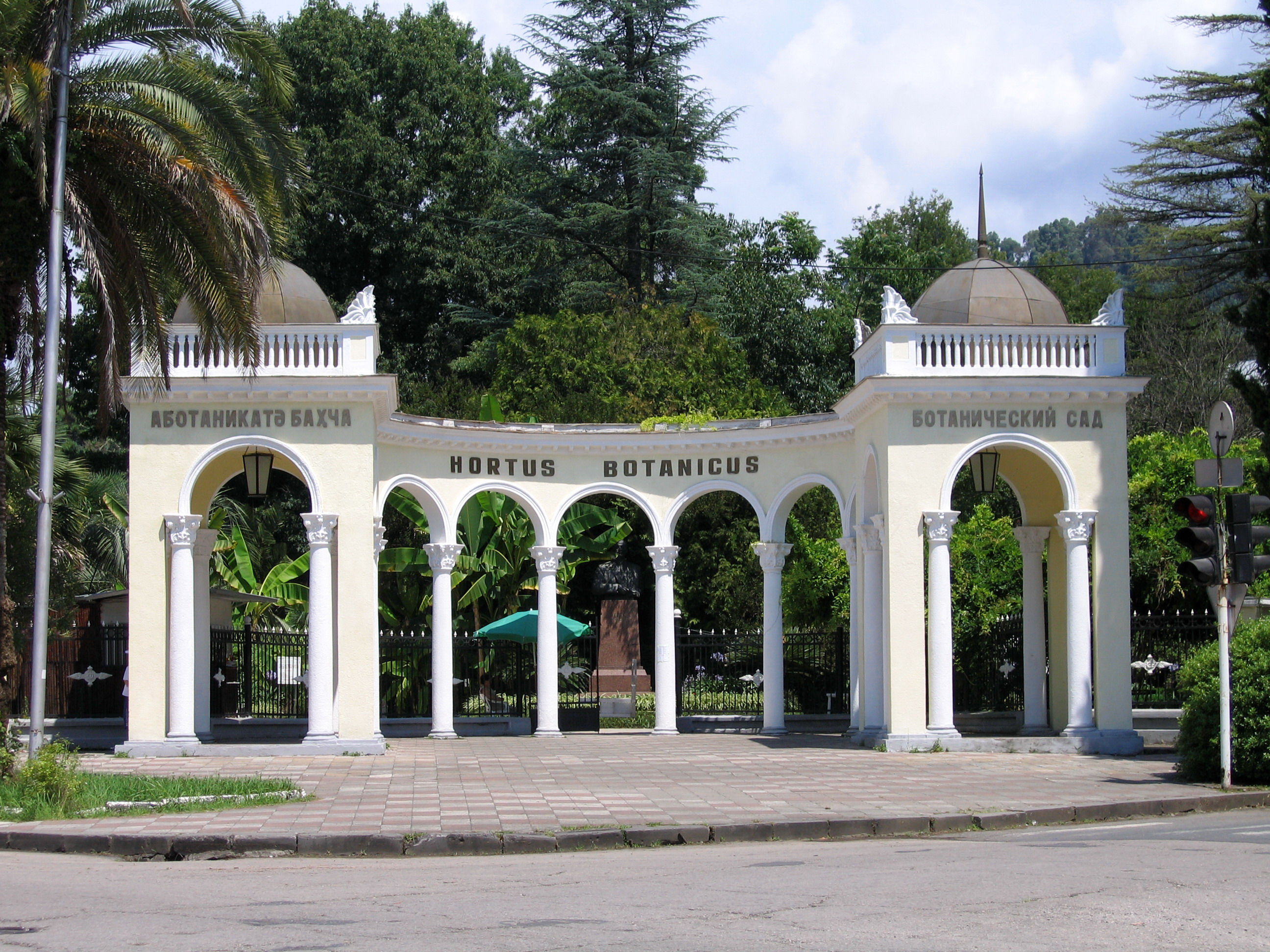
Giardino botanico
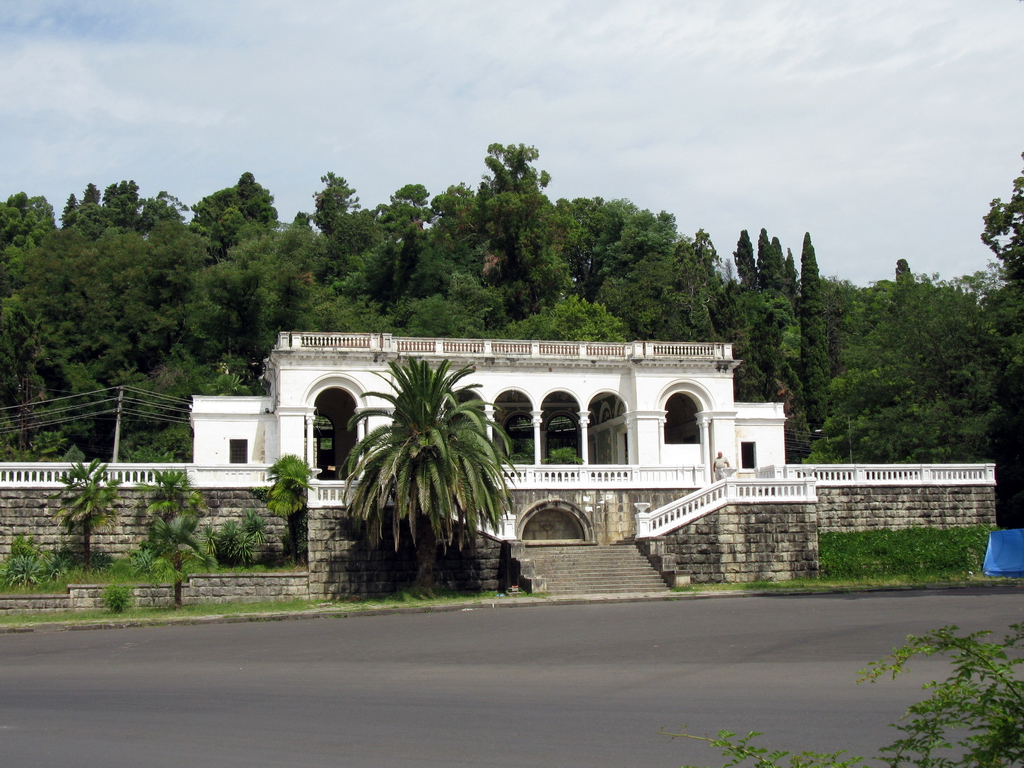
Stazione di Guma
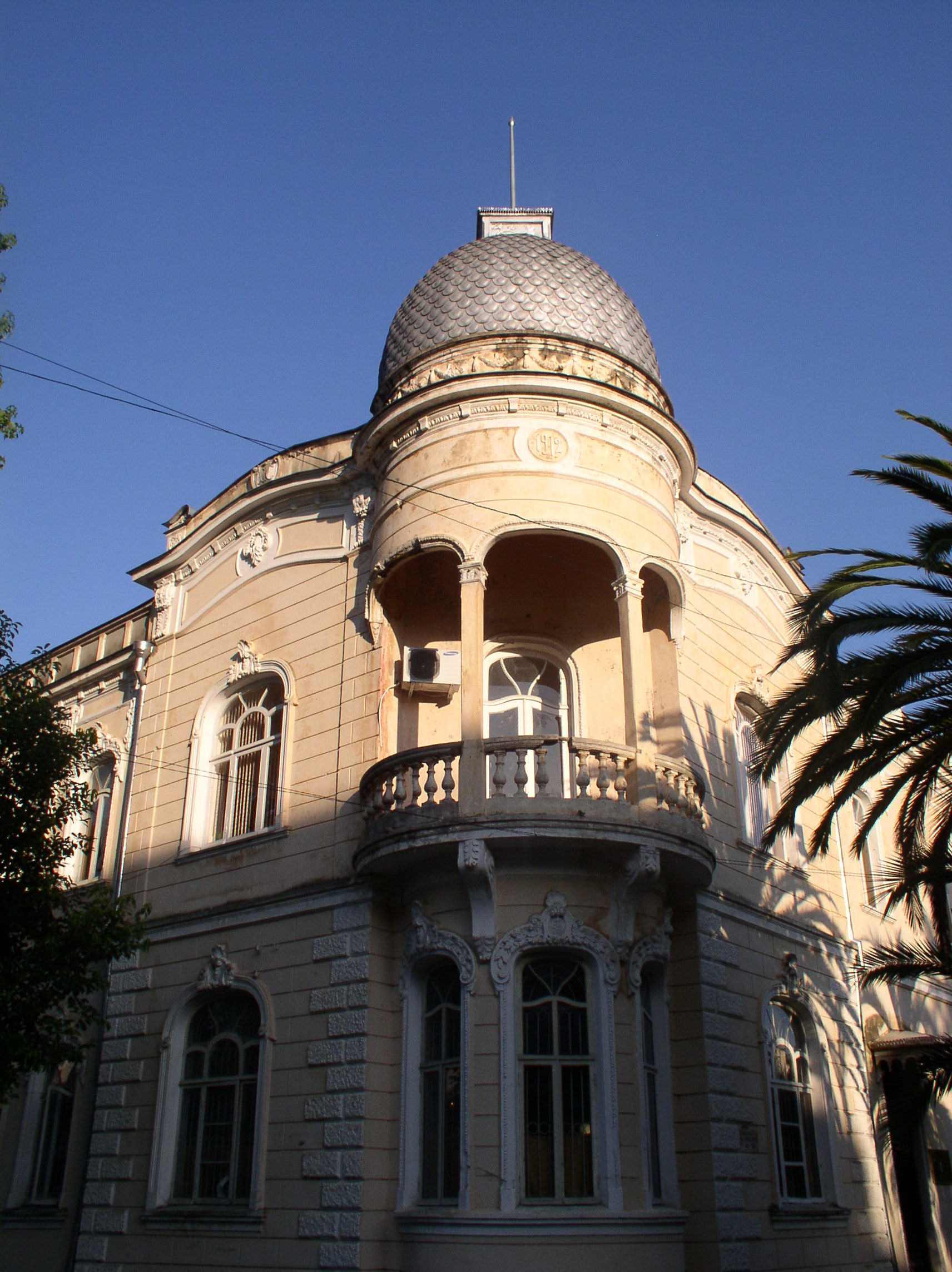
Istituto Gulia
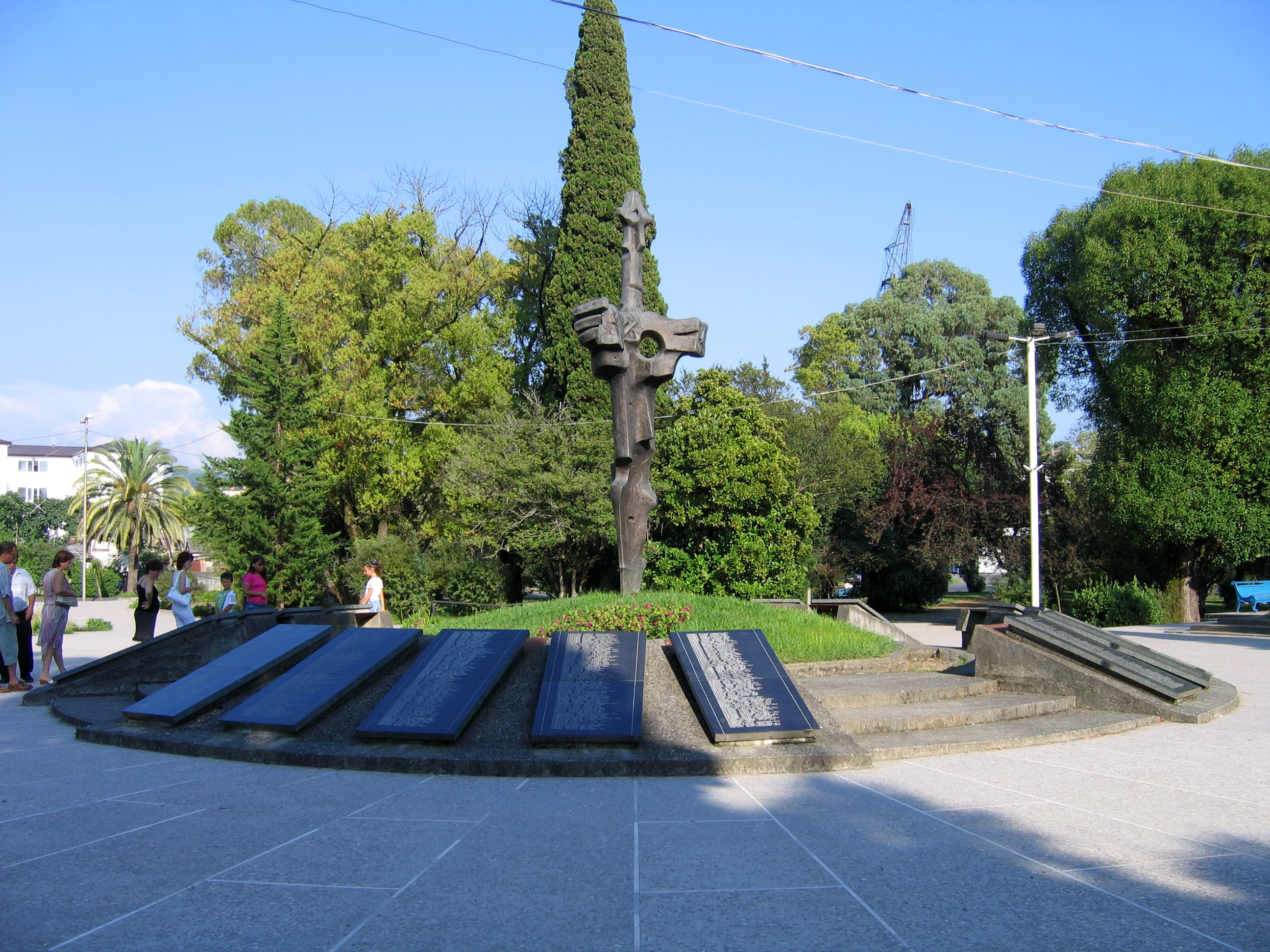
Parco della Gloria
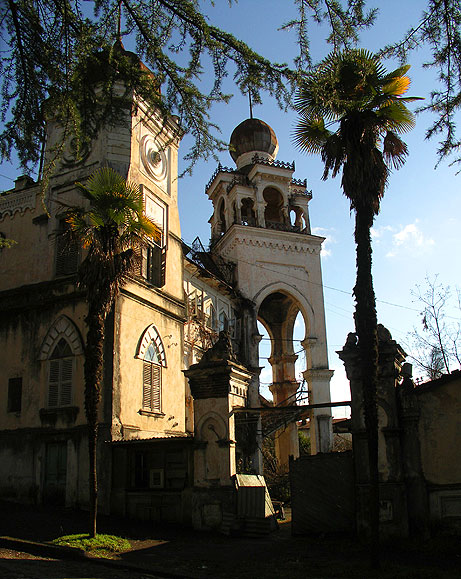
Villa Aloisi